# Verrucaria hydrela
Verrucaria hydrela is een korstmos behorend tot de familie Verrucariaceae. Hij gedijt in zoet water op kalkhoudende of zwak zure rotsen of rotsblokken in rivieren en beken, ondergedompeld in de winter en alleen bloot gelegd in de zomer.

## Determinatie
Het thallus is crustose, dun, glad, gelatineachtig en groenachtig bij onderdompeling, licht gebarsten of areolaat, bruingroen als hij droog is. Het thallus kleur zwart bij krassen. Peritheciën komen talrijk voor en staan verspreid over het thallus. Ze puilen weinig uit (0,3–0,5 mm) en hebben een afgerond top.
De ascosporen zijn zeer breed ellipsoïde en meten 17–25 × 7–10 µm.

## Verspreiding
Verrucaria hydrela komt met voor in Europa, Noord-Amerika, Australië en Nieuw-Zeeland.